# Football aux Jeux de l'Extrême-Orient 1921
L'épreuve de football aux Jeux de l'Extrême-Orient 1921 est la cinquième édition des Jeux de l'Extrême-Orient. Disputée à Shanghai, en Chine, elle oppose les équipes du Japon, de la Chine et des Philippines.

## Résultats
| 30 mai 1921 | Philippines | 3 - 0 | Japon |  |  |
|             |             |       |       |  |  |

| 1 juin 1921 | Chine | 4 - 1 | Japon |  |  |
|             |       |       |       |  |  |

| 2 juin 1921 | Chine | 1 - 0 | Philippines |  |  |
|             |       |       |             |  |  |

## Tableau
| Classement | Equipe      | Pts | J | V | N | D | Bp | Bc | Diff |
| ---------- | ----------- | --- | - | - | - | - | -- | -- | ---- |
| 1          | Chine       | 4   | 2 | 2 | 0 | 0 | 5  | 1  | +7   |
| 2          | Philippines | 2   | 2 | 1 | 0 | 1 | 3  | 1  | +2   |
| 3          | Japon       | 0   | 2 | 0 | 0 | 2 | 1  | 7  | -6   |

## Vainqueur
| Vainqueurs Jeux de l'Extrême-Orient 1921 Chine 4e titre |